# Myndus liberiana
Myndus liberiana är en insektsart som beskrevs av Synave 1969. Myndus liberiana ingår i släktet Myndus och familjen kilstritar. Inga underarter finns listade i Catalogue of Life.